# Miomantis sjostedti
Miomantis sjostedti är en bönsyrseart som beskrevs av Giglio-tos 1927. Miomantis sjostedti ingår i släktet Miomantis och familjen Mantidae. Inga underarter finns listade i Catalogue of Life.